# Udvardya
Udvardya Prószynski, 1992 è un genere di ragni appartenente alla famiglia Salticidae.

## Etimologia
Il nome deriva dal biologo ungherese Miklos Udvardy (1919-1998)

## Caratteristiche
Il primo paio delle zampe dei maschi è molto sviluppato e conformato a guisa di artiglio; inoltre, hanno un unico dente su ciascuno dei cheliceri

## Etologia
Nulla si sa del comportamento di questi ragni, avendo finora a disposizione unicamente esemplari morti da studiare; si ipotizza però che il primo paio di zampe così sviluppato possa essere utilizzato in combattimenti fra i maschi.

## Distribuzione

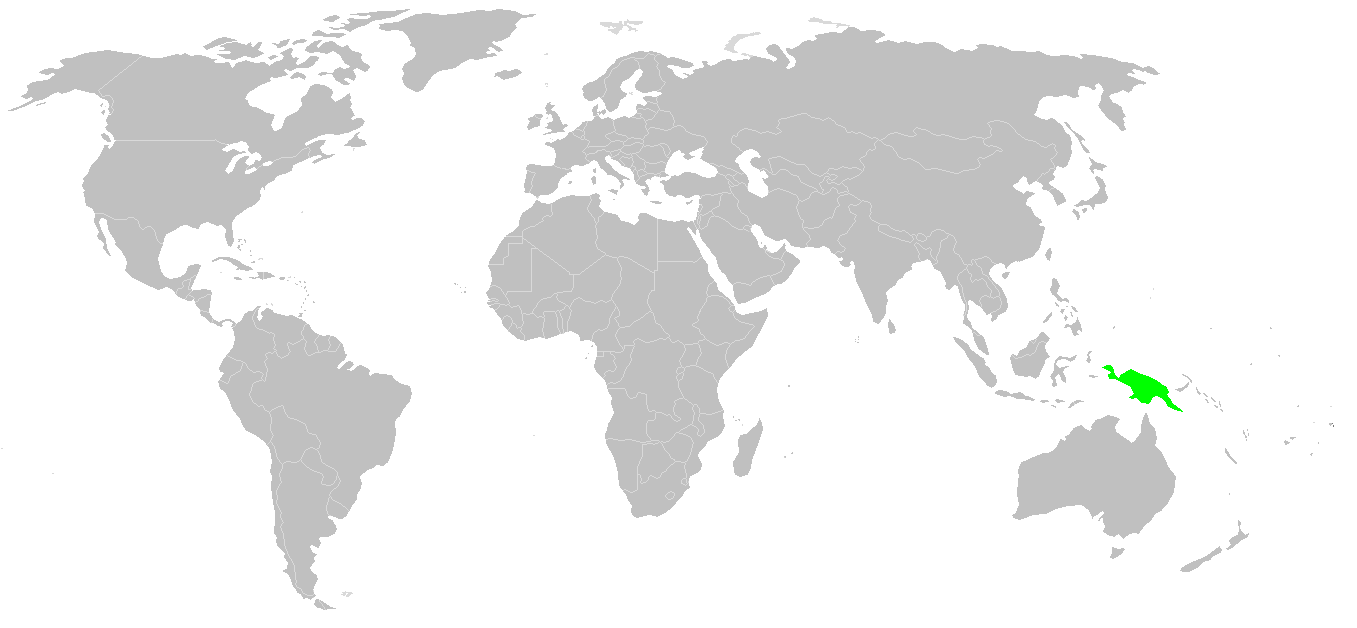
Udvardya elegans, areale

L'unica specie oggi nota di questo genere è stata rinvenuta in Nuova Guinea.

## Tassonomia
Gli esemplari esaminati da Szombathy nel 1915 vennero ascritti al genere Siler Simon, 1889 con il nome di Siler elegans; sarà proprio lo studio di Prószynski del 1992 ad elevarli a genere.
A dicembre 2010, si compone di una specie:
- Udvardya elegans (Szombathy, 1915)[4] — Nuova Guinea